# Constitution syrienne de 1930
Constitution syrienne du 5 septembre 1950
La Constitution syrienne du 14 mai 1930 fut promulguée par l'arrêté no 3111 du haut-commissaire Ponsot. Elle a été la constitution fondatrice de la République syrienne.
Le 25 mars 1943, trois arrêtés (nos 144, 146 et 154/FC) rétablirent la constitution  après qu'elle eut été suspendue en 1939 et « réglaient à titre provisoire l'organisation des pouvoirs exécutif et législatif, et en nommaient les membres, en attendant les élections », qui eurent lieu les 10 et 26 juillet.
Une fois la République syrienne devenue indépendante, la Constitution fut révisée le 20 mars 1948 :

« Des changements furent apportés à l'article 68, qui accordait au Président de la République la possibilité d'être réélu, aux articles 85 et 86, qui réglaient la procédure et la date des élections, à l'article 89 qui fixait le nombre des ministres et aux articles 71 et 115 qui indiquaient la procédure d'élection du Président de la République. »